# Ernest Karol Habsburg
Ernest Karol Habsburg, niem.: Ernst Karl Felix Maria Rainer Gottfried Cyriak von Österreich (ur. 8 sierpnia 1824 w Mediolanie, zm. 4 kwietnia 1899 w Arco) – arcyksiążę Domu Habsbursko-Lotaryńskiego, generał kawalerii cesarskiej i królewskiej Armii.

## Życiorys
Był synem arcyksięcia Rainera Józefa Habsburga, wicekróla Lombardii i bratanka cesarza Franciszka I, oraz księżniczki Elżbiety Sabaudzkiej, córki Karola Emanuela, księcia Carignano, młodszej siostry Karola Alberta, króla Sardynii). Jego rodzeństwem byli: Maria Karolina (1821-1844), Maria Adelajda (1822-1855), Leopold Ludwig (1823-1898), Zygmunt Leopold (1826-1891), Rajner Ferdynand Habsburg (1827-1913), Henryk Antoni Habsburg (1828-1891), Maksymilian Karol (1830-1839).
Służbę wojskową rozpoczął w garnizonie w Mediolanie. Został oficerem Armii Cesarstwa Austriackiego. Od 1845 był właścicielem 48 Pułkiem Piechoty Cesarstwa Austriackiego w stopniu pułkownika. W 1847 mianowany generałem majorem. Podczas Wiosny Ludów walczył w Mediolanie. W 1849 brał udział w walkach przeciw oddziałom Giuseppe Garibaldiego. Udało mu się odnieść sukces spychające je pod wzgórzem Tessano w stronę San Marino i zmuszając do podjęcia rokowań. Następnie rozbroił oddziały przeciwnika. W 1850 został awansowany do stopnia marszałka polnego porucznika.
W latach 50. stacjonował w Pressburgu. Od 1858 był dowódcą XI Korpusu w Budapeszcie, później III Korpusu w Karyntii i Krainie. Podczas wojny prusko-austriackiej brał udział w bitwie pod Sadową 3 lipca 1866. Następnie był generałem w Styrii, Karyntii i Krainie. W nowo utworzonej cesarskiej i królewskiej armii został mianowany generałem kawalerii w 1867. Rok później wycofał się ze służby wojskowej.
Wraz z rodziną brata Rajnera zamieszkiwał w „Fürstenhaus” w Arco. Został pochowany w krypcie Ferdynanda w Krypcie Kapucyńskiej w Wiedniu.
Jego partnerką życiową była Laura Skublics de Velike et Bessenyö (1826-1865), pochodząca z węgierskiej niższej szlachty, od 1843 do 1856 żona Ignaca Csendheliego (miała z nim dwie córki: Franziska i Luiza). Ernest i Laura żyli bez ślubu, mimo że niektóre źródła wskazywały na to (dokument zawarcia małżeństwa miał bowiem zostać sfałszowany). Ich dziećmi byli: Laura (1858–1901), Ernest (1859–1920), Henryk (1861–1888), Clothilde (1863–1953). Partnerka Ernesta używała tytułu baronessa von Wallburg i takiego też przydomku nadawano przy chrzcie św. ich dzieciom.

## Odznaczenia
Odznaczenia arcyksięcia Ernsta to między innymi:
- Krzyż Wielki Orderu Leopolda (dekoracja wojenna po 1848)
- Order Złotego Runa (1844)[2]
- Krzyż Zasługi Wojskowej (1850)
- Medal Wojenny
- Odznaka za Służbę Wojskową III klasy
- Order Świętego Andrzeja (Imperium Rosyjskie)
- Order Świętego Aleksandra Newskiego (Imperium Rosyjskie)
- Cesarski i Królewski Order Orła Białego (Imperium Rosyjskie)
- Order Świętej Anny I klasy (Imperium Rosyjskie)
- Order Orła Czarnego (Królestwo Prus)
- Order Orła Czerwonego I klasy (Królestwo Prus)
- Order Najwyższy Świętego Zwiastowania nadany w 1843 r. przez Karola Alberta króla Sardynii[3]
- Krzyż Wielki Orderu Zbawiciela (Grecja)
- Krzyż Wielki Orderu Świętego Grzegorza Wielkiego (Państwo Kościelne)
- Krzyż Wielki Orderu Świętego Karola (Monako)